# Céline Berthon
Pour les articles homonymes, voir Berthon.
Céline Berthon, née le 6 janvier 1975 à Rosny-sous-Bois (Seine-Saint-Denis), est une policière et haute fonctionnaire française.
Elle est directrice générale adjointe de la Police nationale de mai 2023 à janvier 2024, après avoir été directrice centrale de la Sécurité publique de 2021 à 2023. Le 20 décembre 2023, elle est nommée en Conseil des ministres directrice générale de la Sécurité intérieure à compter du 9 janvier 2024. Elle est la première femme à occuper ces trois fonctions.

## Biographie
Céline Anne Berthon est diplômée de l'École nationale supérieure de la Police en 2000.
Elle est commissaire dans les Yvelines pendant cinq ans.
Elle rejoint l'état major de la direction centrale de la Sécurité publique, où elle reste en fonctions jusqu'en septembre 2009.
De septembre 2014 à avril 2018, elle est secrétaire générale du Syndicat des commissaires de la Police nationale,,. En cette qualité, elle intervient régulièrement dans les médias nationaux pour discuter de questions relatives à la sécurité,,,,,,,,.
Le 15 mai 2020, elle est nommée contrôleuse générale des services actifs de la Police nationale et conseillère prospective et stratégie à la direction générale de la Police nationale, avec prise de fonctions le 15 juin 2020,.
Le 4 février 2021, elle est nommée directrice de cabinet du directeur général de la police nationale, Frédéric Veaux, avec prise de fonctions le 20 janvier 2021.
Le 29 septembre 2021, elle est nommée à la tête de la Direction centrale de la Sécurité publique, avec prise de fonctions le 4 octobre 2021. Elle est la première femme et la plus jeune personne à occuper ce poste. « Elle aura notamment pour mission de mettre en œuvre les conclusions du Beauvau de la sécurité », explique le ministre de l'Intérieur Gérald Darmanin, et en particulier de remettre « du bleu dans la rue », comme demandé par le président de la République cinq mois et demi auparavant,,.
Le 26 avril 2023, elle est nommée directrice générale adjointe de la police nationale. Le 29 décembre 2023, elle annonce le déploiement de 90 000 policiers et gendarmes en France (dont 6 000 à Paris) pour le nouvel An 2024, en plus des 5 000 militaires de l'opération Sentinelle et de dizaines de milliers de sapeurs-pompiers.
Le 20 décembre 2023, elle est nommée directrice générale de la Sécurité intérieure à compter du 9 janvier 2024. Elle succède à Nicolas Lerner et devient la première femme à occuper ce poste,.
En mars 2025, alors en poste à la DGSI, elle prend position pour l'activation de portes dérobées sur les messageries chiffrées.

## Décoration
- Chevalière de la Légion d'honneur (décret du 13 juillet 2021)[29].